# RSV Braunsberg
RSV Braunsberg was een Duitse voetbalclub uit Braunsberg, Oost-Pruisen, dat tegenwoordig tot Polen behoort en sindsdien bekend is onder de naam Braniewo.

## Geschiedenis
De club werd in 1919 opgericht. In 1935 promoveerde de club naar de Gauliga Ostpreußen, toen deze werd uitgebreid van twee naar vier reeksen. De club werd laatste met één punt achterstand op Königsberger TSV en degradeerde. Hierna werd de club ontbonden. 